# Historia Bułgarii
Historia Bułgarii – obejmuje dzieje państwa i narodu bułgarskiego.

## Historia Bułgarii przed utworzeniem państwa bułgarskiego
|  |  |  |

W połowie IV tysiąclecia p.n.e. rozpoczął się napływ na tereny obecnej Bułgarii plemion koczowniczych z Azji Środkowej. W V wieku p.n.e. utworzyły one Królestwo Tracji. Tereny te zdobyli Rzymianie i w połowie I wieku powstała tam rzymska prowincja Mezja, która później stała się miejscem najazdów Hunów i Gotów.

## Narodziny państwa

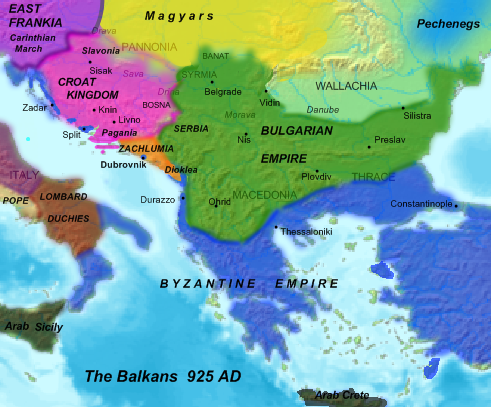
Mapa Bułgarii w okresie największego rozwoju terytorialnego państwa za panowania cara Symeona

W VI wieku tereny te zaczęły osiedlać pasterskie plemiona słowiańskie, które zostały podbite ok. roku 680 przez Protobułgarów. Bułgaria powstała w 681 roku, założona przez Asparucha. Chan Borys I Michał został ochrzczony przez duchowieństwo greckie w przeddzień Zielonych Świąt 25 maja 866 roku. Otrzymał na cześć Michała III, swojego ojca chrzestnego imię Michał. Powstało potężne państwo ze stolicą w Plisce (od 895 w Presławiu), które trwało w okresie 681–1018. W 915 r. Symeon przyjął tytuł cara. Od 1018 tereny Bułgarii zostały ostatecznie podbite przez Bizancjum, i pozostawały pod władzą Bizantyjczyków do 1185 mimo antybizantyjskich powstań ludowych.

## Drugie państwo bułgarskie i rządy osmańskie
W latach 1186–1398 istniało drugie państwo Bułgarów, po czym jego terytorium stało się częścią państwa osmańskiego.

## Państwowość nowożytna

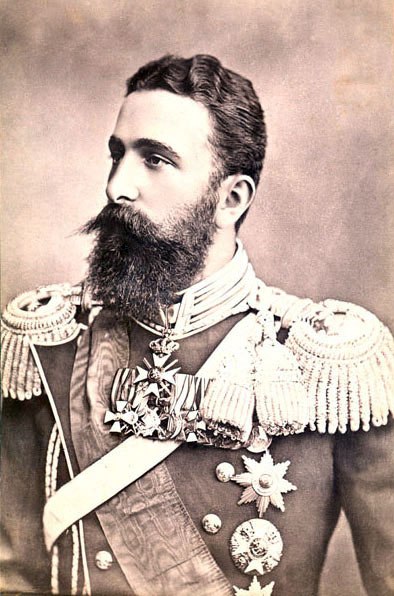
Aleksander I Battenberg, pierwszy władca Księstwa Bułgarii

Niepodległość uzyskana w 1878 jako Księstwo Bułgarii, a w pełni w 1908, po oficjalnym przyłączeniu Rumelii Wschodniej jako Carstwo Bułgarii, zapoczątkowała ścieranie się wpływów niemieckich i rosyjskich. Na skutek wojen bałkańskich (1912–1913) Bułgaria uzyskała mniej terytorium, niż oczekiwała, toteż przystąpiła do I wojny światowej po stronie państw centralnych. W następstwie utraciła część wcześniejszych zdobyczy, najboleśniej odczuwając ambicjonalnie utratę dostępu do Morza Egejskiego.
W II wojnie światowej opowiedziała się (m.in. wraz z Węgrami, Rumunią i Finlandią) po stronie państw Osi. W rezultacie otrzymała niewielkie nabytki we wschodniej części Jugosławii oraz inkorporowała do państwa bułgarskiego greckie terytorium wokół Salonik i grecką Trację Zachodnią, ale bez prefektury Evros. Bułgaria, w przeciwieństwie do innych państw Osi, w 1941 r. nie wzięła udziału w agresji na ZSRR.

### Ludowa Republika Bułgarii
Zajęcie w 1944 Bułgarii przez Armię Czerwoną wywołało obalenie monarchii i ustanowienie republiki ludowej w 1946 roku, po czym władzę objęła Bułgarska Partia Komunistyczna (generalni sekretarze: Georgi Dimitrow, Wyłko Czerwenkow, Todor Żiwkow).
Bułgaria była członkiem RWPG i Układu Warszawskiego. Masowe demonstracje w listopadzie i grudniu 1989 wpłynęły na utworzenie demokratycznej republiki parlamentarnej (pierwsze wolne wybory 13 października 1991).